# 바륨별
바륨별(Barium star)은 G형에서 K형 사이의 거성으로, 스펙트럼에서 이온화된 바륨, Ba II(λ = 455.4nm)의 흡수선이 강하게 나타나는 별이다. 또 바륨별은 CH의 띠스펙트럼에서도 강하게 나타난다. 바륨별은 윌리엄 비델만과 필립 키넌이 처음으로 정의했다.
바륨별의 시선속도를 관측하면 모든 바륨별은 쌍성이라는 것을 시사하며,IUE(국제자외선탐사위성)의 자외선 관측으로 몇몇 바륨별 계의 백색 왜성을 찾았다.
바륨별은 쌍성계에서 물질 전달의 결과로 생성된 것으로 여겨진다. 물질 전달은 과거에 주계열이었던 별이 현재는 거성일 때 발생한다. 그 동반성인 주는 별은 점근거성가지의 탄소별이며, 그 내부에서 탄소와 S과정의 원소를 생성한다. 이런 핵융합으로 생긴 물질들은 대류로 인해 별의 표면과 섞인다. 주계열성의 “오염된” 표층의 물질들 중 일부는 주는 별과 같이 AGB 진화의 끝에서 물질을 잃고, 후에 백색 왜성으로 진화한다. 우리는 이 계를 물질 전달 후 긴 시간동안 관측한다.
별이 진화하는 동안, 바륨별은 시간이 갈수록 G형이나 K형의 임계값보다 커지고 차가워진다. 이 때, 일반적인 별은 M형 별이지만, 과다한 S과정이 스펙트럼의 특징을 변형시킨다. 별의 표면온도가 M형의 온도일 때, 별에서 S과정 원소의 분자 특성인 지르코늄, 산화 지르코늄(ZrO)의 흡수띠가 나타난다. 이 때, 별은 “외부의” S형 별로 나타나게 된다.
역사적으로, 바륨별은 수수께끼였는데, 표준 항성 진화 이론에서 별 진화에 있어서 G형과 K형 거성이 진화과정을 따라서 합성된 탄소와 S과정으로 인한 원소가 별의 표면과 섞이기에는 충분히 떨어지지 않았기 때문이다. 수수께끼는 쌍성계가 발견되면서 자연스레 풀리게 되는데, 특수한 스펙트럼형을 이런 원소가 생성되는 동반성에 넣음으로써 풀렸다. 물질 전달 사건은 천문학적 시간척도에서 간단히 알려준다. 물질 전달에 대한 가설에서는 바륨별의 스펙트럼 특성이 주계열성이어야 한다고 예측한다.
CH 별은 항성종족 II의 별과 진화상태, 스펙트럼 특성, 궤도자료가 비슷하며, 더 늙고, 바륨별에 비해 상대적으로 중원소 함량이 낮은 것으로 생각된다.
프로토타입형 바륨별은 염소자리 ζ이다.